# 普莱亚诺
普莱亚诺（Praiano）是意大利南部坎帕尼亚大区萨莱诺省阿马尔菲海岸的一个小镇，位于阿马尔菲和波西塔诺之间，是一个热门旅游目的地。其中一个景点是绿洞（Grotto Esmerelda），几乎与卡普里岛的蓝洞齐名。ISTAT代码为065102。 